# Clément Beaune
Clément Beaune (París, 14 de agosto de 1981) es un político y alto funcionario francés. Fue Secretario de Estado para los Asuntos Europeos desde 2020, primero en el gobierno de Jean Castex y posteriormente en el de Élisabeth Borne. En las elecciones legislativas de junio de 2022, fue elegido por primera vez diputado en la Asamblea nacional francesa. El 4 de julio de 2022 fue nombrado Ministro delegado para los transportes.

### Orígenes y estudios
Es el hijo de una enfermera de origen ruso y de un profesor de medicina. Su familia es de izquierdas, su padre siendo un votante de François Mitterrand. Tiene un hermano médico y una hermana que trabaja en los seguros. Su bisabuelo, Israel Naroditzki fue deportado y exterminado en el campo de concentración de Auschwitz. Creció en el 17º distrito de París.
Estudió en el famoso Institut d'études polítiques de Paris (Sciences Po), pasando un año en Irlanda. También es diplomado del Colegio europeo de Brijas (promoción 2004-2005) y de la École nationale d'administration (ENA), promoción Willy-Brandt.

### Carrera profesional inicial
Inicia su carrera en la dirección de Presupuestos, del Ministerio de finanzas. Entre 2012 y 2014, forma parte del gabinete del primer ministro Jean-Marc Ayrault y en 2014 entra en el gabinete de Emmanuel Macron, entonces Ministro de Economía, ejerciendo como asesor sobre asuntos europeos. De 2016 a 2017, es adjunto al director general de ADP Management.

### Carrera política
Tras haber sido el asesor del Presidente Macron para asuntos europeos desde 2017 a 2020, es nombrado Secretario de Estado para Asuntos europeos en 2020 y posteriormente Ministro delegado para Europa en mayo de 2022.
En las elecciones de junio de 2022, es elegido por primera vez diputado. Posteriormente, tras la reorganización del gobierno, es nombrado Ministro delegado para los transportes en el segundo gobierno de Élisabeth Borne.

### Vida privada
En diciembre de 2020, hace pública su homosexualidad.